# Rubén Blades
Rubén Blades Bellido de Luna (Ciudad de Panamá, 16 de julio de 1948) es un cantautor, compositor, músico, actor, abogado, político y activista panameño. 
Desde la década de los años 1970 hasta la actualidad, ha grabado más de veinte álbumes de estudio y ha participado como invitado en más de 15 grabaciones con artistas de distintos géneros y tendencias. En reconocimiento de su labor ha recibido catorce Premios Grammy. Ha incursionado en el cine participando como actor en diversas producciones tanto de Hollywood como del cine independiente. Su estilo ha sido calificado como «salsa intelectual» y en muchos países se le conoce como «el poeta de la salsa». Sus canciones han alcanzado gran popularidad y es considerado uno de los cantautores más exitosos y prolíficos de Latinoamérica. En 2021, fue nombrado personaje del año por la The Recording Academy en la 22.ª entrega anual de los Premios Grammy Latinos.
En 1994, participó en las elecciones presidenciales de su país, en las que quedó en tercer lugar, con el 20 por ciento de los votos, de entre 7 candidatos. En 2004, Blades apoyó la candidatura presidencial de Martín Torrijos (hijo de Omar Torrijos) y, una vez que este ganó las elecciones, Blades ejerció el puesto de Ministro de Turismo de Panamá entre 2004 y 2009. Es hermano del también cantante Roberto Blades y desde 2006 está casado con la cantante Luba Mason.
En el programa Finding your Roots de PBS se reveló que el abuelo paterno de Rubén Blades fue realmente el insigne poeta panameño Ricardo Miró.

## Biografía
Rubén Blades nació en el barrio de San Felipe de la Ciudad de Panamá, en el seno de una familia donde el arte siempre ocupó un lugar privilegiado. Sus padres fueron el colombiano de raíces santalucenses Rubén Blades Bosques de la ciudad de Santa Marta y la cubana  Anoland Bellido de Luna del pueblo de Regla en La Habana. Desde pequeño, Blades estuvo en contacto directo con la música ya que su madre tocaba piano y cantaba, y su padre era percusionista. La música de la radio tenía una constante presencia en el hogar de los Blades quien se nutrió de variados estilos musicales. Su abuela paterna Emma Blades Bosques era espiritualista, rosacruz, pintora, poetisa y feminista; lo enseñó a leer y a estar en contacto con diversas formas de pensamiento.“Mi abuela Emma me inculcó el sentido de la justicia donde todos podemos formar parte de la solución, desde esa perspectiva he desarrollado mi vida y es la base que me ayuda a seguir adelante”. Su abuelo paterno hablaba inglés ya que era proveniente de la isla de Santa Lucía, un país ubicado en el mar Caribe, antigua colonia británica. Sus abuelos maternos tenían ascendencia española.
A los 15 años de edad fue impactado por los sucesos ocurridos en su país natal el 9 de enero de 1964, donde fueron muertos y heridos estudiantes y civiles por parte de soldados estadounidenses y policías que resguardaban el canal de Panamá. Los manifestantes reclamaban que la bandera panameña fuera izada junto a la estadounidense en una escuela de la zona del canal. Este hecho marcó fuertemente al joven Blades quien declaró: “Hasta 1964 yo había sido totalmente proyanqui, en música, en gustos, en todo. Pero estos sucesos me hicieron abrir los ojos y muchos como yo, empezamos a hacernos preguntas de índole sociopolítica".
Egresado de la Facultad de Derecho y Ciencias Políticas de la Universidad de Panamá (1974) y de la Universidad de Harvard (1985).
Doctorado Honorario en Estudios Chicanos de la Universidad de Berkeley (California).
Doctorado Honorario en Humanidades del Lehman College, CUNY (Bronx, Nueva York).
Doctorado Honorario en Música de la Berklee College of Music (Boston, Massachusetts).

## Carrera musical

### Inicios
El año 1970 marca su debut como cantante y compositor cuando publica el disco de larga duración De Panamá a New York/From Panama to New York, con Pete Rodríguez. Un año antes Rubén Blades había participado en un disco con el grupo panameño Los Salvajes del Ritmo, donde el timbre de su voz se asemejaba a la del cantante José Cheo Feliciano.
Posteriormente culminó sus estudios de Derecho en Panamá y por problemas políticos se trasladó a Miami y posteriormente a Nueva York, buscando la oportunidad de introducirse en el ambiente musical. Allí buscó trabajo en la compañía discográfica Fania, que lo contrató en el servicio de correos de la empresa. Esto le permitió entrar en contacto y conocer a las figuras más importantes del sello disquero, y en esa época Richie Ray y Bobby Cruz, Ismael Miranda, Roberto Roena y Bobby Rodríguez cantaron temas de su autoría.
Su oportunidad se presentó cuando Ray Barreto, buscando un vocalista para ocupar un puesto en su orquesta, le hizo una audición y lo contrató. Con esta banda participó en los discos Barreto (1975) y Tomorrow Barreto Live (1976). También grabó dos temas de su autoría ("El cazangero", en 1975 junto a Willie Colón, y "Juan Pachanga", en 1977 con la Fania All Stars) e hizo los coros de muchas producciones discográficas del sello Fania.

### 1977-1987: Etapa con Willie Colón
En 1977 se asoció con el trombonista y productor musical neoyorquino de origen boricua Willie Colón. El primer disco lanzado se convirtió en un clásico de la salsa: Metiendo Mano!, de 1977. Colón logró mezclar el sonido callejero de los coros, con arreglos musicales de alta factura; en tanto Rubén Blades aportó una voz fresca a la salsa utilizándola como medio para introducir contenidos con narrativa social que reflejaban las vicisitudes y encrucijadas de los emigrantes hispanos en la "Gran Manzana". De dicho álbum salieron los éxitos "Pablo Pueblo", "Plantación Adentro" y "Lluvia de tu cielo", así como también "Me recordarás", un tema de Frank Domínguez con Yomo Toro a la guitarra. 
Un año más tarde, compone el álbum Siembra (1978). El álbum estableció nuevos paradigmas en el campo artístico y comercial y, poéticamente dirigió un mensaje de orgullo cultural, justicia social y liberación política a los latinos que vivían en el continente americano en una época de discriminación y opresión política. El álbum incluyó los temas: "Pedro Navaja" una crónica social de antihéroes de la ciudad de Nueva York: el malandro, la prostituta y el borracho que recrean la realidad violenta de las noches de cualquier ciudad del mundo. El tema, de más de 7 minutos de duración, es una narración llena de misterio y suspenso entre personajes de la noche, que va in crescendo, a la par del aumento de la cadencia y la intensidad de la interpretación, todo lo cual se aleja de los paradigmas de la salsa realizados para bailar sobre la base de líricas fáciles y repetitivas. El tema ha dado pie a obras de teatro, óperas-salsas y miles de páginas de comentarios y análisis semiótico-literarios. El disco también incluye "Plástico", un tema que critica muchos de los valores del materialismo, la frivolidad y la pobreza espiritual de quienes detentan la riqueza. "Buscando Guayaba" es un son montuno muy pegadizo. Además aparece el lado romántico con el tema "Dime" y un tema popular religioso denominado "María Lionza", una diosa del folklore venerada en Venezuela, donde destacan los arreglos de Willie Colón, a través de unas vocalizaciones que evocan los rituales afroindígenas y que en última instancia reflejan el mestizaje cultural y racial latinoamericano. "Siembra" es el epílogo resonante del álbum en lo musical, poético y filosófico. El mensaje es claro: cosecharás de acuerdo a la semilla que sembraste. Para el arreglo de lo que se convertiría el tema título del LP, Colón contactó al argentino Carlos Franzetti, quien preparó los arreglos del tema para cuatro trombones y una sección rítmica, al que luego agregarían una sección de cuerdas. Por su importancia para la música e identidad latina contemporánea, Siembra permanece como un testamento a la consonancia de los principios artísticos, el orgullo cultural y el éxito comercial.
En 1980 Rubén Blades editó su tercer disco de estudio con Willie Colón, titulado Maestra Vida. Se trata de un álbum doble, a través del cual Rubén retrató las vivencias de una familia latinoamericana (una especie de radionovela cantada), en un proyecto tan innovador como arriesgado, cuyo resultado final fue apreciado por la crítica, gracias a los arreglos orquestales y al talento y creatividad de la gente involucrada en el proyecto. Entre ellos, el locutor y escritor venezolano César Miguel Rondón quien participó como el narrador en off de la historia. Este álbum narra la historia del sastre Carmelo, su amor por Manuela, su noviazgo, matrimonio, el nacimiento de su hijo Ramiro y los malos tiempos: la vejez, el velorio, el entierro y en definitiva la muerte: “Maestra vida camará, te da te quita, te quita y te da”. De acuerdo al sitio web del sello Fania, Maestra Vida "va más allá del estilo de música fuerte y predecible de baile para adentrarse a un nivel de arte y cultural más reflexivo”. De ese disco doble destacaron las canciones "Manuela", "El nacimiento de Ramiro" y "Maestra vida".
El álbum Canciones del solar de los aburridos, publicado en 1981, completa un ciclo de cuatro álbumes. Nominado a los premios Grammy, el disco contiene el tema "Tiburón" referida a la hegemonía de Estados Unidos en América Latina. Además contiene: "Ligia Elena", una canción que relata la historia de la cándida niña de la sociedad que se enamora de un trompetista afroamericano de la vecindad; "Madame Kalalú", un jocoso relato de una falsa espiritista que despoja a sus clientes de su dinero y posesiones; y "Te están buscando", la historia del barrio de todos los días, donde un apostador que tiene deudas no saldadas con la mafia, lo están persiguiendo. También contiene una versión de "Y deja", de los cubanos Gerardo Piloto y Alberto Vera, que constituye una canción de amor a ritmo de samba. El tema "¿De qué?" posee una reminiscencia del ritmo del joropo venezolano, país donde Colón y Blades adquirieron el estatus de megaestrellas en ese momento.
The Last Fight 1982 constituye el quinto álbum de estudio del artista, donde se evidencia cierto agotamiento del dúo Blades-Colón. Sin embargo, aparecen dos temas destacados: "Yo puedo vivir del amor" y "What happened", un tema de Blades que había sido grabado por Bobby Rodríguez en su álbum de 1976 Salsa At Woodstock Recorded Live. Este álbum marca el fin de la asociación con la orquesta de Willie Colón y generó una película homónima de bajo presupuesto donde Blades hace su debut como actor.
Aún quedaban pendientes cuatro álbumes para el sello discográfico "Fania" pero Rubén Blades estaba decidido a continuar su carrera con banda propia y otro sello discográfico, por lo que tuvo que realizar cuatro trabajos por puro compromiso contractual, en los cuales se apeló principalmente al clásico sonido de trombones de la orquesta de Willie Colón, y cuyos logros artísticos fueron moderados: El que la hace la paga, de 1983; Mucho mejor, de 1984; With strings, de 1987; y Doble filo, de 1987. En estos álbumes Blades aporta algunas canciones nuevas de su autoría, versiona algunos éxitos anteriores y canta temas de otros compositores. De este grupo de discos destacan los temas "Lo Pasado No Perdona", "Ganas", "Noé" y "Amor pa’ que". Mención especial para "El Cantante", canción versionada en el álbum Doble filo (1987) que Blades había cedido a Héctor Lavoe en 1978 en una época donde el boricua estaba atravesando un bajón de ventas y necesitaba un impulso en su carrera. Rubén tenía ese tema reservado para cantarlo como cierre de sus conciertos pero ha opinado que no se arrepiente de su decisión y considera que Héctor Lavoe fue el artista más apropiado para interpretar y hacer exitosa esa canción.

### 1983-2002: Exitosa carrera como solista
En 1983, inconforme con el trato recibido por Fania Records, emprende su camino como solista bajo el sello Elektra Records. Blades apostó por un sexteto denominado Los Seis del Solar, conformado por: piano y sintetizador, bajo, sección rítmica y vibráfono. Blades decidió eliminar los trombones para apartarse del sonido de la banda de Willie Colón. Además, el hecho de tener pocos músicos contratados, le permitió desplazarse fácilmente para los conciertos y pagarles salarios altos a sus músicos, de manera que se mantuvieran motivados.
Buscando América, de 1984, es el primer álbum de su segunda etapa creativa, con temas muy promocionados como "Decisiones", "Buscando América" y "El Padre Antonio y su monaguillo Andrés". "Desapariciones" ha sido versionado, entre otros, por el grupo Los Fabulosos Cadillacs, de Argentina, y Maná, de México. Este álbum fue nominado a los premios Grammy como mejor trabajo tropical latino. Al año siguiente publicó Escenas (1985) un álbum mucho más maduro y con un sonido algo más elaborado donde destacan los temas: "Sorpresas", una canción que es la segunda parte de Pedro Navaja donde se demuestra que éste no murió, "Caina", "Muévete" y "Cuentas del alma" que fue el sencillo promocional. Este álbum fue galardonado con un premio Grammy.
En 1987 publicó el álbum Agua de luna, donde varias canciones fueron inspiradas en textos de Gabriel García Márquez, y cuyo sencillo promocional fue "Ojos de perro azul". Radicado en California, Blades adquirió cierta relevancia como actor de cine, participando en varias películas. Por esta época, publicó un disco en inglés, Nothing but the truth (1988), producido por Tommy LiPuma y con la colaboración de Lou Reed, Elvis Costello y Sting. En este trabajo Rubén Blades abandonó el género de la salsa y se adentró en el pop rock, conservando la esencia latina en temas como "The Miranda Syndrome" y "Chameleons", y manteniendo una temática atractiva y en sintonía con su tiempo. Este álbum fue publicado por el sello Sony-Columbia.
En 1990 publica su primer álbum en vivo, Live!, donde recrea temas de su etapa como solista con la banda Seis del Solar durante su estancia en el sello Elektra además del clásico "Pedro Navaja". Éste fue su último trabajo para Elektra Records.
1988-1995: Tercera etapa creativa
Después de una exploración musical donde se alejó de la corriente principal de la salsa que duraría casi diez años y que comenzó en 1984 con “Buscando América”, Rubén Blades estrena la banda denominada: "Son del solar" que incorpora la sección de vientos y retorna las raíces de la salsa latina, con una orquesta completa que recordó su exitosa asociación con Willie Colón. Con esta conformación, edita una trilogía de discos donde su labor como compositor queda nuevamente plasmada en canciones que se convirtieron en éxitos, con temas vitales que oscilan entre: la crónica urbana, el retrato social y la reminiscencia hacia sus orígenes panameños manteniendo su nivel artístico y su vigencia como cantante.
Los álbumes de esta etapa fueron: “Antecedente” 1988 cuyos singles fueron: "Juana Mayo", "Tas caliente" y donde entregó canciones como “Plaza Herrera” y “Patria”. Con este álbum consiguió su segundo Grammy. “Caminando” 1991 cuyos temas promocionales fueron: "Caminando", "Prohibido olvidar" y "Camaleón". El tercer álbum de este ciclo fue: “Amor y control” 1992 un álbum ambicioso que ofrece una diversidad estilística que muchos de sus seguidores no entendieron y que anuncia las fusiones que experimentó posteriormente.
En 1995 se produce el tan esperado regreso de Rubén y Willie quienes se juntan nuevamente en el disco: “Tras la tormenta”. Se trata de un trabajo de diez temas, donde alternan en solitario siete y cantan los otros tres a dúo destacando: “Doña Lele”, “Dale paso” y Tras la tormenta”.
1996-2002: Cuarta etapa creativa
El disco "La rosa de los vientos" 1996, abre una trilogía de álbumes caracterizados por una apertura a distintas formas rítmicas y paisajes sonoros que muchos de sus seguidores, puristas de la salsa, pudieron no entender. En este trabajo experimental, Blades se apoya en un grupo de músicos panameños quienes aportan su talento y aportan catorce de los dieciséis temas del álbum (apenas dos canciones son compuestas por Rubén Blades). Conceptualmente ecléctico por la variedad de ritmos: cumbias, rumba fusión, algo de funk y baladas, llegó decirse que: “si este es el rumbo que tomará Blades en su carrera artística es probable que jamás encuentre su camino de retorno a casa”, para referirse al abandono de sus raíces salseras. De este álbum destacan los temas: “La rosa de los vientos”, “Vino añejo”, “Mi favorita”, “Amor mudo” y “Eres mi canción” estos tres últimos a ritmo de la Música típica panameña que se asemeja al vallenato colombiano. Por este trabajo recibe un premio Grammy, como mejor artista latino.
Luego de tres años de receso publicó el álbum "Tiempos" 1999 con un sonido completamente experimental y grabado por músicos jóvenes costarricenses, pertenecientes a Editus Ensamble los cuales eran ajenos al mundo de la salsa. Las canciones destacadas de este álbum fueron: “Tu y mi ciudad”, una lograda canción de desamor, “20 Diciembre”, “Vida”, “Puente del mundo” y “Sicarios” una crónica contada desde el punto de vista de quienes son contratados para matar a personas por dinero. Este álbum le da su cuarto premio Grammy.
En 2002 se completa su trilogía experimental con el álbum "Mundo", donde se fusiona ritmos e instrumentos de Europa, África y América, tratando demostrar que el origen del hombre es uno solo y que todos estamos interrelacionados. Además renueva un llamado a la integración de los pueblos. Los temas más destacados fueron: "Primigenio", “Estampa”, "Parao" y “Jiri Son Bali" una canción con un fuerte acento africano. Este disco fue producido con el Ensamble costarricense Editus y fue premiado con un premio Grammy. Ese mismo año participa en un concierto patrocinado por una entidad bancaria de Puerto Rico junto a Draco Rosa y Juan Luis Guerra que se editó en DVD y Cd denominado: Encuentro 2002, donde cada cantante interpreta sus éxitos y, al final unen sus voces en dos canciones: "Patria" y "Que bonita luna".

### 2003-2019: Seis álbumes, incursión en géneros e inactividad
En 2004 participó en el disco Across 110th Street, de la Spanish Harlem Orchestra, liderizada por Óscar Hernández, antiguo pianista de “Seis del Solar”, destacando su participación en el tema “Tu te lo pierdes” que posteriormente re-editaría en su álbum de 2009 con el nombre: “El tartamudo”.
En 2007, Rubén comenzó una etapa interactiva, mostrándose más cerca de la gente en un programa vía podcast llamado El Show de Rubén Blades SDRB, realizado desde Panamá, en el que hace comentarios sobre nuevas bandas y diversos temas; respondiendo además preguntas formuladas por sus seguidores.

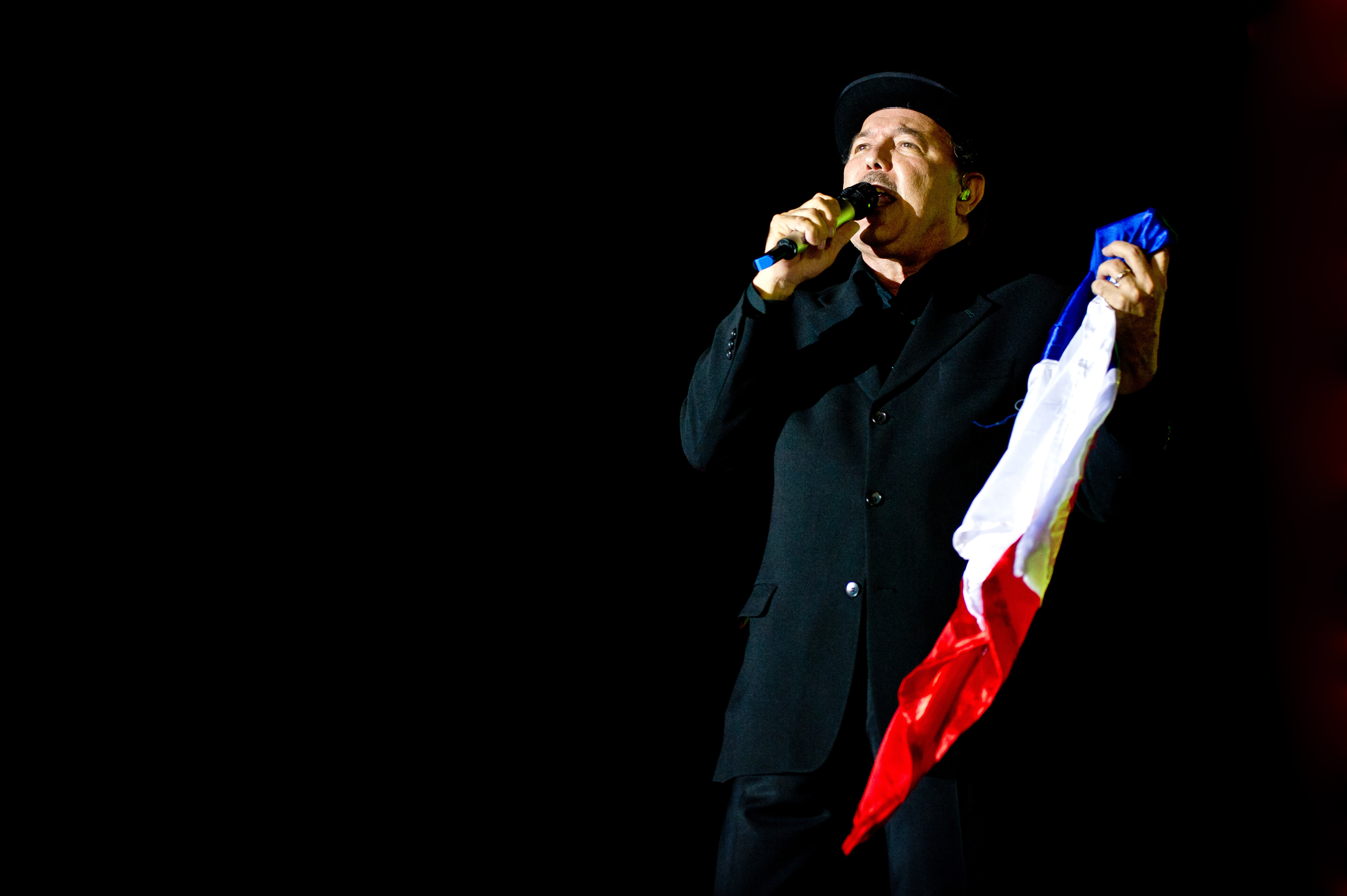
Rubén Blades en un concierto en 2012.

En 2009 publicó el álbum Cantares del Subdesarrollo, que se grabó en 2003 pero no fue lanzado al mercado hasta que retomó su carrera artística, tras cinco años en el servicio público frente a la cartera de turismo de su país natal, Panamá. Este trabajo ganó el premio Grammy en la categoría de Mejor Álbum Cantautor del año. Con esta producción, Blades se lanzó como músico independiente, vendiendo el disco directamente desde su página web. “Este trabajo lo hice en el garaje de mi casa y toqué casi todos los instrumentos, donde traduzco la simpleza y el poder de nuestra música popular. Esta producción es tan básica como lo es la vida en nuestros barrios populares: honestidad, valor y esperanza, aún frente a la dificultad o a la mayor decepción”.
En 2011 publicó el disco Todos vuelven, un álbum doble en vivo que también se editó en DVD, en el que Blades recorre sus más connotados éxitos. Con esta presentaciones en vivo, Blades retoma su carrera artística y realiza una extensa gira por más de 30 ciudades, siendo visto por más de un millón de personas. El concierto fue grabado en el coliseo de Puerto Rico junto con los músicos de los seis del solar y una sección de trombones; además, cuenta con la participación especial de Cheo Feliciano en el tema "Juan Pachanga". Este álbum ganó el premio Grammy en la categoría de Mejor Álbum de Salsa. y fue nominado al «mejor video musical, versión larga». Estuvo liderando los ranking de ventas en Estados Unidos, Puerto Rico y Latinoamérica.
En 2012 Rubén Blades publicó a dúo con Cheo Feliciano el álbum Eba Say Ajá tras siete años de trabajo en diferentes estudios de grabación. Blades interpreta un tema inédito de Feliciano: “De aquí pa’ lla”, por su parte, Cheo interpretó el tema inédito de Rubén titulado "Inodoro Pérez", mientras que ambos unieron sus voces en "Si te dicen" y "Lo bueno ya viene", primer sencillo de esta producción, que ya ha tenido más de 60.000 descargas digitales y se ha posicionando en los primeros lugares de la radio.
En 2014 sale al mercado el disco Tangos donde Rubén Blades versiona once de sus canciones grabadas en formato de salsa en clave de tango y milonga. Los arreglos y dirección corren por cuenta de Carlos Franzetti un colaborador asiduo del sello Fania y la orquesta es dirigida por el bandoneonista Leopoldo Federico. El lanzamiento inicial de este trabajo se produjo en Argentina. Según declaraciones del cantante la idea de hacer este disco fue explorar qué nuevas sensaciones producían en los oyentes sus letras bajo el argumento del tango: “Siempre consideré que la atmósfera que plantea el tango, la manera en la que hay que frasear las canciones y su instrumentación, iban a dar a las letras de mis canciones una dimensión mucho más completa de la que obtenía presentándolas en el formato de música afrocubana”
Blades ha expresado su interés nuevamente en la política panameña, expresando su interés como posible candidato presidencial en Panamá para el 2019; también ha anunciado que pondrá fin en 2016 a las giras musicales internacionales para perseguir estas aspiraciones políticas.
El 10 de mayo de 2018, lanzó el álbum Medoro Madera, el cual es el nombre de un alter ego creado por él, en el cual Rubén imposta la voz para recordar o imitar a aquellos cantantes cubanos de antaño. En dicho álbum interpreta canciones del repertorio clásico de la música afrocubana. Destaca la foto de portada, la cual es una mezcla editada entre los rostros de él y el de su padre. 
El 17 de mayo de 2019 lanzó su último álbum: Paraíso Road Gang que fue nominado al álbum del año en los Premios Grammy Latinos. En conjunto, «El país», sencillo del álbum también fue nominada a la canción del año.

## Discografía
| Álbumes de estudio - 1983: El que la hace la paga - 1984: Mucho mejor - 1984: Buscando América - 1985: Escenas - 1987: Agua de luna - 1987: Doble Filo - 1988: Rubén Blades With Strings - 1988: Nothing But The Truth - 1988: Antecedente - 1989: Live! - 1991: Caminando - 1992: Amor y Control - 1996: La rosa de los vientos - 1999: Tiempos - 2002: Mundo - 2003: Una década - 2009: Cantares del subdesarrollo - 2010: Todos vuelven Live - 2014: Tangos - 2018: Medoro madera - 2019: Paraíso Road Gang - 2025: Fotografías | Con Ray Barretto - 1975: Barretto - 1976: Tomorrow Barretto Live Con Fania All-Stars - 1976: Los muchachos de Belén - 1977: Juan Pachanga - 1978: Sin tu cariño - 1979: Bohemio y poeta - 1979: Prepara - 1980: La palabra adiós Con Willie Colón - 1977: Metiendo mano! - 1978: Siembra - 1980: Maestra vida - 1981: Canciones del solar de los aburridos - 1982: The Last Fight - 1995: Tras la tormenta Álbumes colaborativos - 2002: Encuentro (con Juan Luis Guerra y Robi Draco Rosa) - 2004: Across 110th Street (con Spanish Harlem Orchestra) - 2012: Eba Say Ajá (con Cheo Feliciano) - 2014: Antología Desordenada (con Joan Manuel Serrat) - 2018: Una Noche Con Rubén Blades, Jazz at Lincoln Center Orchestra (con Wynton Marsalis) - 2021: SALSWING! (con Roberto Delgado & Orquesta) |

## Filmografía

### Cine
| Año  | Película                          | Personaje                                      |
| ---- | --------------------------------- | ---------------------------------------------- |
| 1983 | The Last Fight                    | Andy Kid Clave                                 |
| 1985 | Crossover Dreams                  | Rudy Veloz                                     |
| 1987 | Critical Condition                | Louis                                          |
| 1987 | Fatal Beauty                      | Carl Jiménez                                   |
| 1988 | The Milagro Beanfield War         | Bernabé Montoya                                |
| 1988 | Homeboy                           | Carlos Barrios.                                |
| 1989 | Disorganized Crime                | Gaby                                           |
| 1990 | Heart of the Deal                 |                                                |
| 1990 | Mo' Better Blues                  |                                                |
| 1990 | The Two Jakes                     | Michael "Mickey Nice" Weisskopf                |
| 1990 | The Lemon Sisters                 | C.W.                                           |
| 1990 | Predator 2                        | Danny Archuleta                                |
| 1991 | Crazy from the Heart              | Ernesto Ontiveros                              |
| 1991 | The Super                         |                                                |
| 1991 | One Man's War                     |                                                |
| 1993 | Life with Mikey                   | Padre de Angie                                 |
| 1994 | A Million to Juan                 | Barman                                         |
| 1994 | Color of Night                    | Héctor Martínez                                |
| 1996 | Scorpion Spring                   | Policía fronterizo Sam Zaragosa                |
| 1997 | The Devil's Own                   | Oficial de policía Edwin Díaz                  |
| 1997 | Chinese Box                       | Jim                                            |
| 1999 | Cradle Will Rock (Abajo el telón) | Diego Rivera                                   |
| 2000 | All the Pretty Horses             | Héctor de la Rocha                             |
| 2002 | Assassination Tango               | Miguel                                         |
| 2003 | Once Upon a Time in Mexico        | Ex-agente del FBI Jorge                        |
| 2003 | Imagining Argentina               | Silvio Ayala                                   |
| 2003 | Spin                              | Ernesto                                        |
| 2005 | Secuestro Express                 | Padre de Carla                                 |
| 2012 | Cristiada                         | Presidente Plutarco Elías Calles               |
| 2012 | Safe House                        | Carlos Villar                                  |
| 2013 | The Counselor                     | Jefe de un cartel de México                    |
| 2014 | Paco de Lucía: La Búsqueda        | Documental sobre el guitarrista Paco de Lucía. |
| 2016 | Hands of Stone                    | Carlos Eleta                                   |
| 2018 | Yo no me llamo Rubén Blades       |                                                |

### Televisión
| Año       | Televisión                | Personaje                   |
| --------- | ------------------------- | --------------------------- |
| 1989      | Dead Man Out              | Ben                         |
| 1991      | The Josephine Baker Story | Pepito Abatino              |
| 1991      | One Man's War             | Perrone                     |
| 1991      | Crazy from the Heart      | Ernesto Ontiveros           |
| 1993      | Miracle on Interstate 880 | Beruman                     |
| 1997      | The X-Files               | Conrad Lozano               |
| 1997      | Predator 2                | Danny Archuleta             |
| 1997      | The Devil's Own           | Edwin Díaz                  |
| 2000-2001 | Gideon's Crossing         | Max Cabranes (20 episodios) |
| 2002      | Resurrection Blvd         | Martin (1 episodio)         |
| 2003      | The Maldonado Miracle     | Cruz                        |
| 2012      | El invitado               |                             |
| 2015-2023 | Fear the Walking Dead     | Daniel Salazar              |

## Dato en elFestival Venezuela
el cantante panameno fue como cantante de inicio en el Festival Venezuela 2016 con otros grandes salseros como Eddie Santiago Victor Manuelle Gilberto Santa Rosa Tito Nieves Willie Colon Oscar D'Leon Luis Enrique Marc Anthony Maelo Ruiz Servando y Florentino Jerry Rivera Ismael Miranda Pedro Arroyo Huey Dunbar y los hermanos borjas Ronald y Luis Fernando en el Festival Venezuela 2016